# ダ・ヴィンチ (お笑い)
ダ・ヴィンチはBaseよしもとに出演していたお笑いコンビ。NSC大阪校25期生。2003年1月結成、2008年7月頃解散。

## メンバー
- 釜口 育（かまぐち いく）- 1984年1月29日、熊本県生まれ。ボケ担当。O型。
  - ソフトテニスで熊本県代表として九州大会に出場したことがある。
  - 顔に対して自虐的な漫談をすることがある。（R-1ぐらんぷりでは「ハンサム釜口」として出場。）
  - 2008年度吉本ブサイクランキング9位。
  - 解散後はNSCの同期である元金時・三輪と『京子』（後に『プロペラーズ』に改称）として活動していたが、このコンビも解散し、『安心のカマグチ』の名でピン芸人として活動後、トリオ「スーパーボール」を結成後、再び「安心のカマグチ」として活動。
  - R-1ぐらんぷり2010 準決勝進出。
  - 2018年現在、SMA所属[1]。カマグチに改名。
- 新名 徹郎（にいな てつろう）- 1982年5月22日、大阪府吹田市生まれ。ツッコミ担当。A型。
  - 身長171cm。体重58kg
  - 趣味・特技 読書。音楽鑑賞。サッカー。長距離走。
  - R-1ぐらんぷりでは「ナニーナ」として出場。
  - NON STYLE石田の軍団「石田介護施設」の一員。
  - 解散後は清水けんじとともに金の卵オーディションを受け合格し吉本新喜劇に入団。
  - 新喜劇では辻本茂雄座長回に多く登場。茂造じいさんのツッコミ役や七三分けの社長秘書として登場。その際茂造に元気な挨拶をされると即座に返す。

## 出演番組
- あらびき団 (釜口のみ)
- 麒麟の部屋（毎日放送）
- よしもと新喜劇（新名のみ）（毎日放送）